# زيغ (فلك)

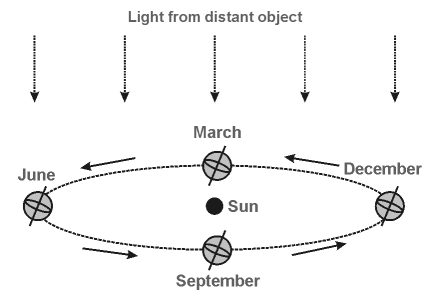
Figure 3. Diagram illustrating aberration of a star at the north ecliptic pole

الزيغ الانزياغ في علم الفلك، ويُسمى بالزيغ الفلكي (بالإنجليزية:  Astronomical aberration)‏ أو الزيغ النجمي (بالإنجليزية: Stellar aberration)‏ أو زيغ السرعة (بالإنجليزية: Velocity aberration)‏ هي ظاهرة تظهر فيها الأجرام السماوية حركة واضحة حول مواقعها الحقيقية بناءً على سرعة الراصد. لا شأن له بفشل أشعة الضوء في التركيز. يحدث الزيغ الفلكي نتيجة توليفة بين حركة الأرض والمدة التي يستغرقها الضوء القادم من نجم لكي يمر داخل مقراب. فإذا كانت الأرض ثابتة، فإن أي مراقب يمكن أن يوجه التلسكوب مباشرة إلى نجم بعينه. ولكن الأرض تتحرك ويتحرك التلسكوب لحظة مرور الضوء من الطرف الأعلى للتلسكوب إلى عدسته. ولذا، فإن المراقب لابد أن يُميل التلسكوب بصورة خفيفة حتى تمر خيوط الأشعة داخل عدسة المقراب بدلاً من أن تسقط داخله. ونتيجة لذلك، فإن النجم يظهر في موضع ليس موضعه الحقيقي. وتسمى زاوية الفرق بين هذين الوضعين زاوية الزيغ.

## وصلات خارجية
- Stellar Aberration at MathPages